# Conoppia setiformis
Conoppia setiformis är en kvalsterart som beskrevs av Golosova och Karppinen 1985. Conoppia setiformis ingår i släktet Conoppia och familjen Cepheidae. Inga underarter finns listade i Catalogue of Life.